# Carlos Ruiz Zafón
Carlos Ruiz Zafón (Barcelona, 1964. szeptember 25. – Los Angeles, Kalifornia, USA, 2020. június 19.) spanyol író, forgatókönyvíró.

## Életpályája
Carlos Ruiz Zafón Barcelonában született, a Gaudí által tervezett Sagrada Família árnyékában nőtt fel. A Sarriái Jezsuita iskolába járt: az intézménynek egy, vörös téglából épült, tornyokkal és titkos járatokkal ellátott gótikus kastély adott helyet, amely az író vallomása alapján jelentősen felkorbácsolta a fantáziáját, és arra ösztönözte, hogy rejtélyes történeteket írjon, amelyekkel már 10 évesen osztálytársait szórakoztatta.
Az iskolák befejezése után először egy barcelonai reklámügynökségnél dolgozott, de már 1994-ben Los Angelesbe költözött, és minden idejét az írásnak szentelte. A regényírás mellett forgatókönyvíróként és az El País, valamint a La Vanguardia című spanyol napilapoknak dolgozott.
Az 1990-es években ifjúsági prózával próbálkozott: 1993-ban jelent meg első regénye, az El príncipe de la niebla (A köd hercege), amiért megkapta az Edebé irodalmi díjat az ifjúsági irodalom kategóriában, majd további három ifjúsági olvasmányt adott ki (El palacio de la medianoche, Las luces de septiembre, és a Marina).
2001-ben jelentette meg első, felnőtteknek szóló regényét La sombra del viento címmel (A szél árnyéka). A regény kiadásakor nem keltett nagy érdeklődést, de aztán rövid időn belül a spanyol bestseller-listák élére került, majd hatalmas nemzetközi sikert aratott: a könyvet több mint negyven nyelvre fordították le. A La Vanguardia a könyvet 2002-ben az év könyvének jelölte.
A regényt később tetralógiává bővítette, El cementerio de los libros olvidados (Az elfeledett könyvek temetője) néven. Az El juego del ángel (Angyali játszma) 2008-ban, az El prisionero del cielo (A mennyország fogságában) 2011-ben, az El Laberinto de los Espíritus (Lelkek labirintusa) 2016-ban jelent meg.
Zafón nem pusztán kiemelkedő író, hanem tehetséges zenész is. Mielőtt író lett volna, zenészként is dolgozott, többek között tv-sorozatok filmzenéinek komponálásával foglalkozott. Az utóbbi években csupán a maga és barátai szórakoztatására szerzett zenét; közülük néhány, amelyet két könyvéhez, a Szél árnyékához és az Angyali játszmához írt – hogy az olvasók még jobban átélhessék a regények misztikus világát –, meghallgathatók a szerző honlapján.
55 éves korában Los Angelesben, az Egyesült Államokban, rákos megbetegedésben hunyt el.

## Kitüntetései
- 1993 – Premio Edebé de Literatura Juvenil
- 2005 – Barry Award, a legjobb első regény kategóriában A szél árnyéka című regényéért

## Művei
- El príncipe de la niebla, 1993
- El palacio de medianoche, 1994
- Las luces de septiembre, 1995
- Marina, 1999
- La sombra del viento, 2001 – A szél árnyéka (fordította: Vajdics Anikó) ISBN 978-963-9578-86-9
- El juego del ángel, 2008 – Angyali játszma (fordította: Latorre Ágnes) ISBN 978-963-254-170-9
- El prisionero del cielo – A mennyország fogságában (fordította: Latorre Ágnes) ISBN 978-963-254-596-7
- El Laberinto de los Espíritus – Lelkek labirintusa (fordította: Kürthy Ádám András) ISBN 978-963-405-879-3

### Magyarul
- A szél árnyéka; ford. Vajdics Anikó; Palatinus, Budapest, 2005
- Angyali játszma; ford. Latorre Ágnes; Ulpius-ház, Budapest, 2008
- A mennyország fogságában; ford. Latorre Ágnes; Ulpius-ház, Budapest, 2012
- A szél árnyéka; ford. Vajdics Anikó / Tűzrózsa; ford. Berta Ádám; Európa, Budapest, 2015
- Marina; ford. Tomcsányi Zsuzsanna; Európa, Budapest, 2016
- Lelkek labirintusa. Elfeledett könyvek temetője; ford. Kürthy Ádám András; Európa, Budapest, 2018
- A köd hercege; ford. Báder Petra; Európa, Budapest, 2020
- Éjféli palota. A Köd trilógiája; ford. Báder Petra; Európa, Budapest, 2020
- Szeptemberi fények. A Köd trilógiája; ford. Báder Petra; Európa, Budapest, 2021
- A köd városa; ford. Berta Ádám et al.; Európa, Budapest, 2023

## Idézetek
- „Az igazmondást kevés dolog indokolja, a hazugságnak viszont végtelen sok oka lehet.”
- „Az életet Istentől kapjuk, de a világot az Ördög felügyeli.”
- „A férfi olyan hamar felmelegszik, mint a villanykörte: egy pillanat alatt tűzbe jön, s ugyanilyen hamar ki is hűl. Ellenben a nő – s ez tudományosan bizonyított tény – úgy melegszik fel, mint a vasaló. Lassan, fokozatosan forr fel, mint a jó húsleves. De ha egyszer átforrósodott, nincs, aki lehűtse.”
- „Őrizd meg az álmaidat. Soha nem tudhatod, mikor lesz szükséged rájuk.”
- „Párizs a világ egyetlen olyan városa, ahol az éhenhalás még mindig művészetnek számít.”